# Schatz von Attarouthi

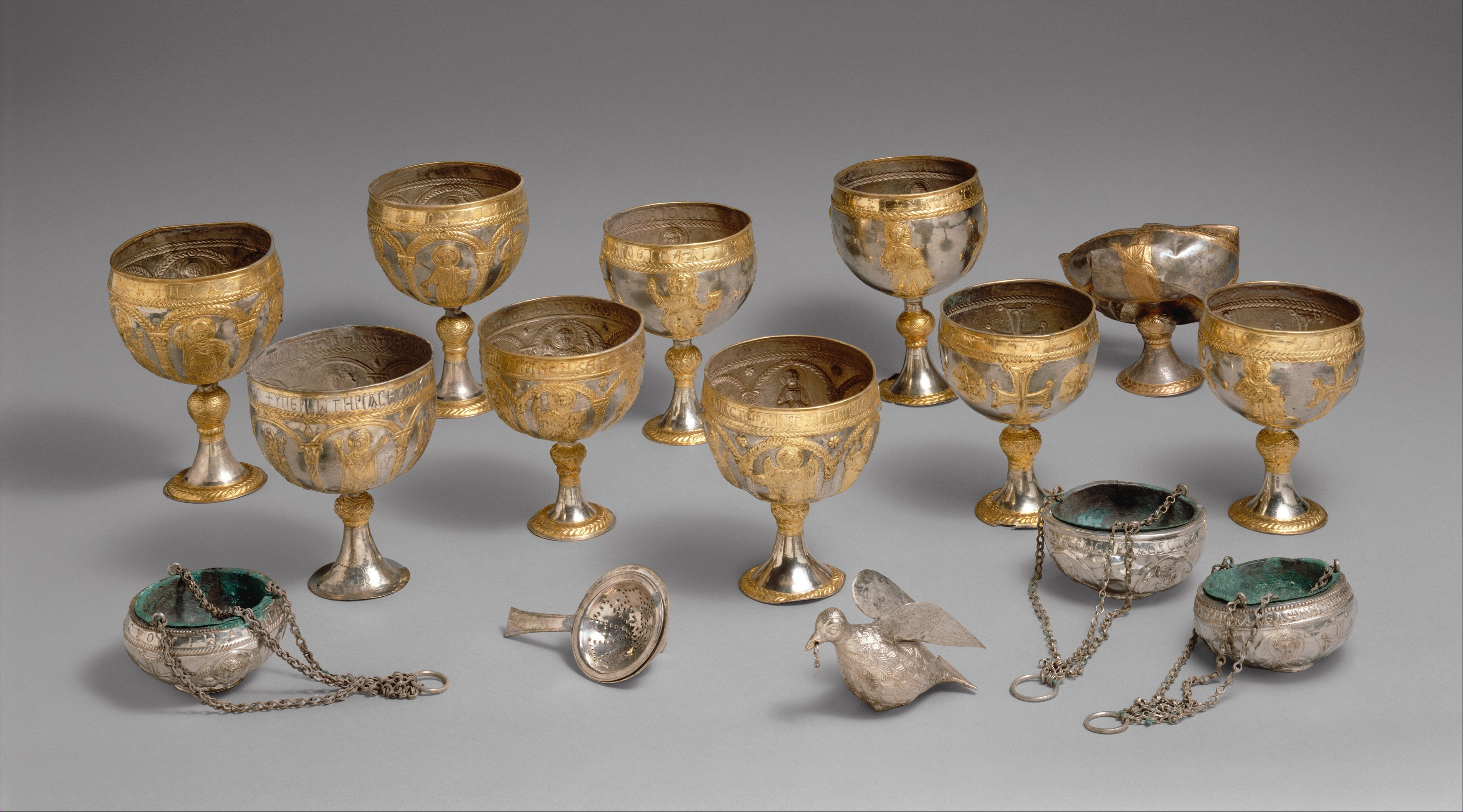
Die Objekte aus dem Fund im Metropolitan Museum

Der Schatz von Attarouthi ist ein byzantinischer Depotfund, der in Syrien entdeckt wurde. 
Es handelt sich um zehn Kelche, drei Räuchergefäße, ein Gerät zum Sieben von Wein und eine Taube. Die Stücke wurden wohl im 6. oder der ersten Hälfte des 7. Jahrhunderts n. Chr. gefertigt. Sie gehörten nach ihren Inschriften zwei Kirchen des Ortes Attarouthi in Nordsyrien. Möglicherweise wurden die Objekte im Zuge kriegerischer Auseinandersetzungen verborgen, in Frage kämen der letzte der Römisch-Persischen Kriege  nach 610 oder später die Islamische Eroberung der Levante.
Der Schatzfund wurde vor 1940 entdeckt, ohne dass Genaueres dazu bekannt ist. Er gelangte 1986 durch Ankauf in das Metropolitan Museum of Art in New York.

## Fundstücke
Die einzelnen Objekte bestehen aus Silber und wurden in der Liturgie benutzt. Die Kelche sind teilweise vergoldet. Die Hängeketten der Räuchergefäße sind erhalten. Die Taube darf innerhalb eines Kirchenschatzes als Darstellung des Heiligen Geistes gesehen werden. Das Gerät zum Sieben des Weins besteht aus zwei Teilen, einem Trichter mit einem Griff sowie einem Siebeinsatz.

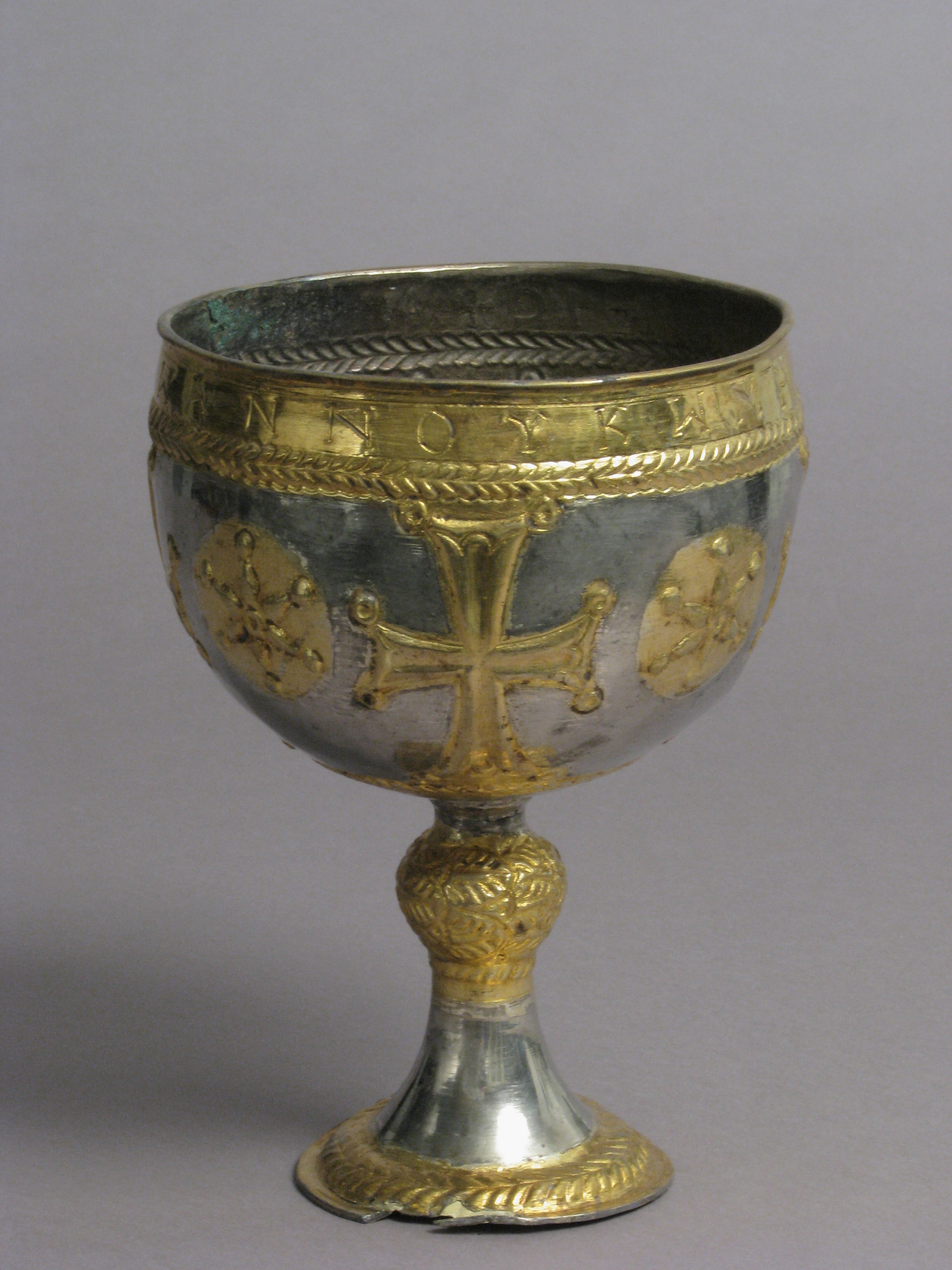
Kreuzesdarstellung auf einem der Kelche
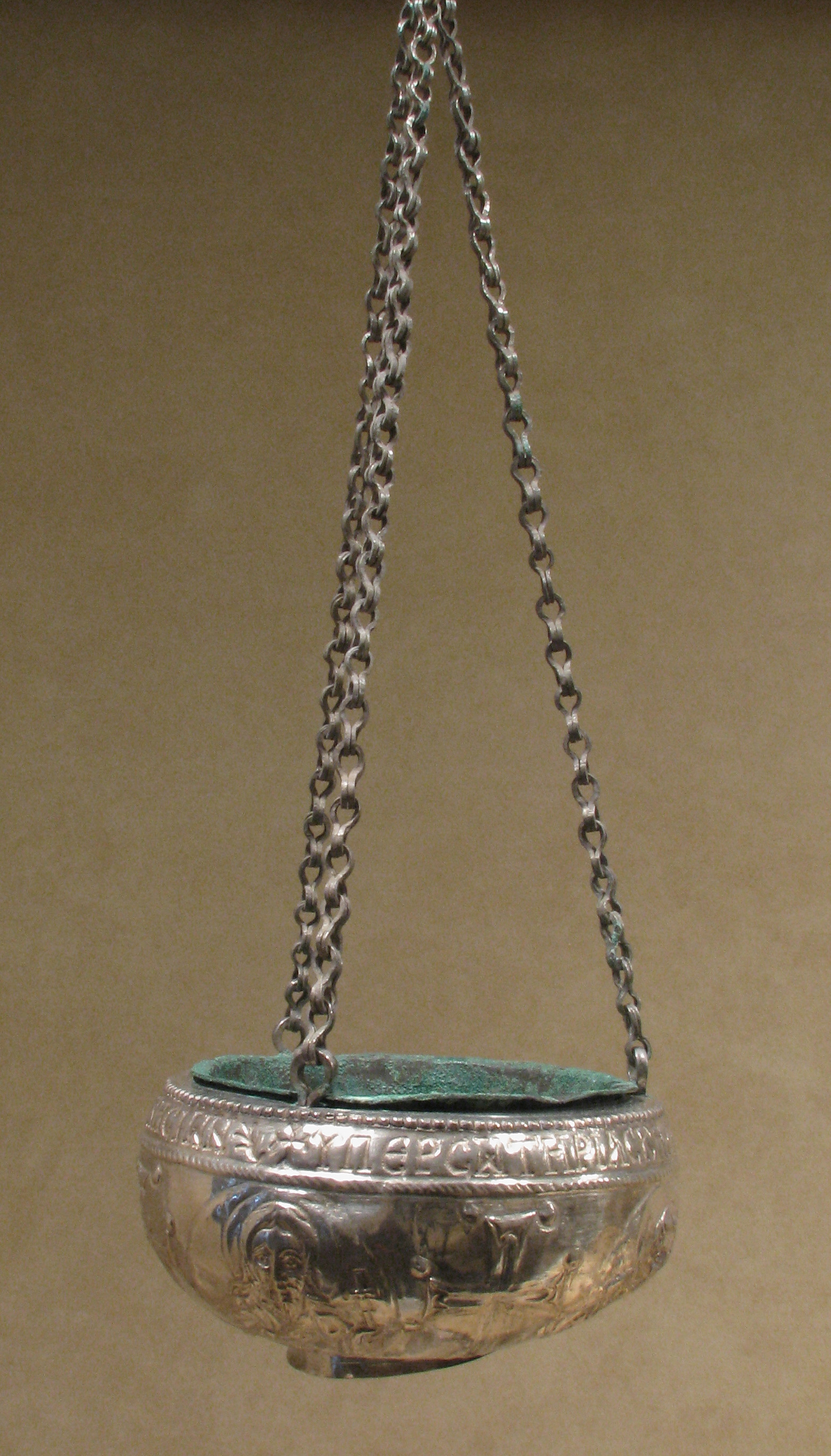
Räuchergefäß, im Inneren mit einem Metalleinsatz
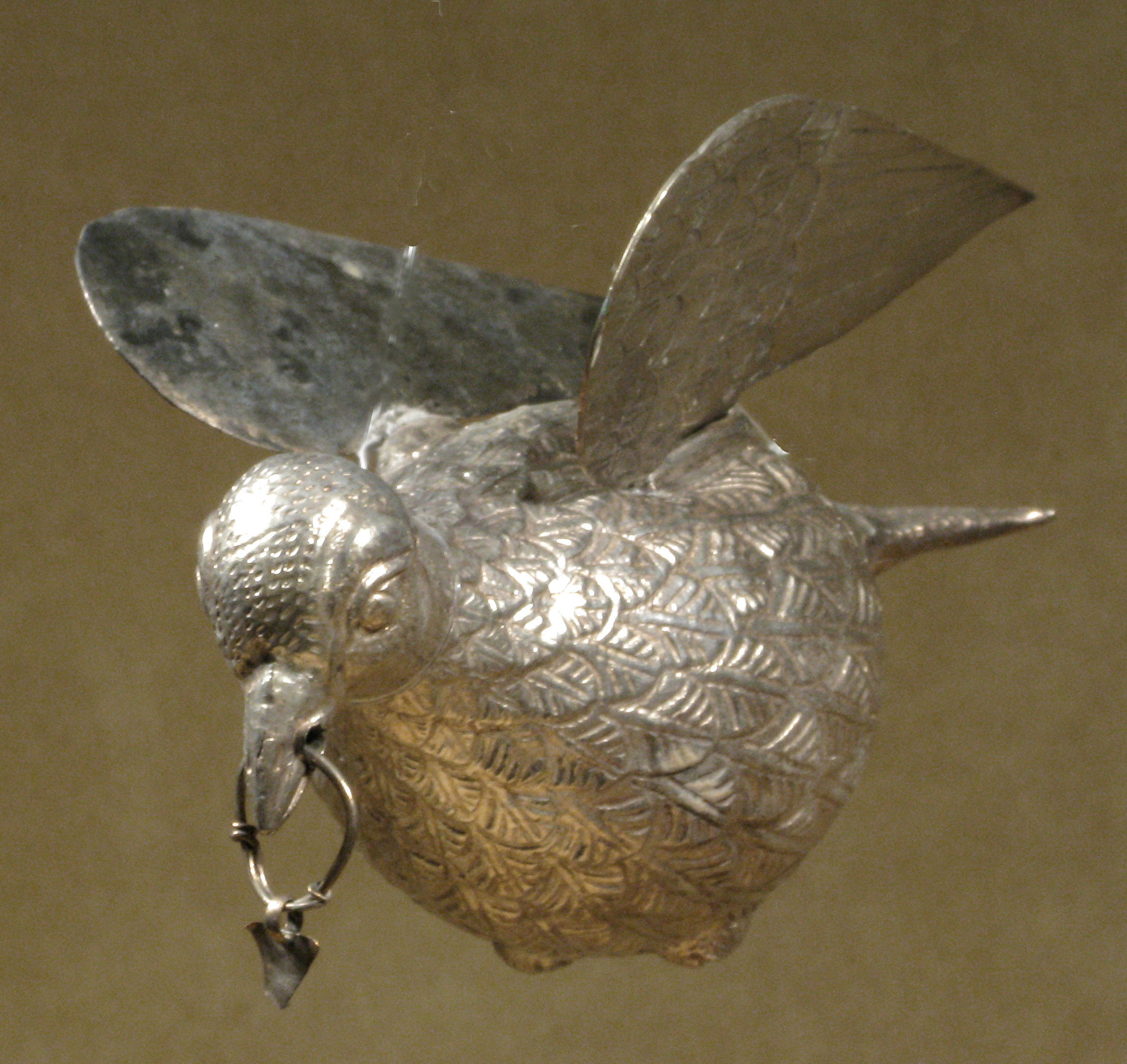
Frontalansicht der Taube
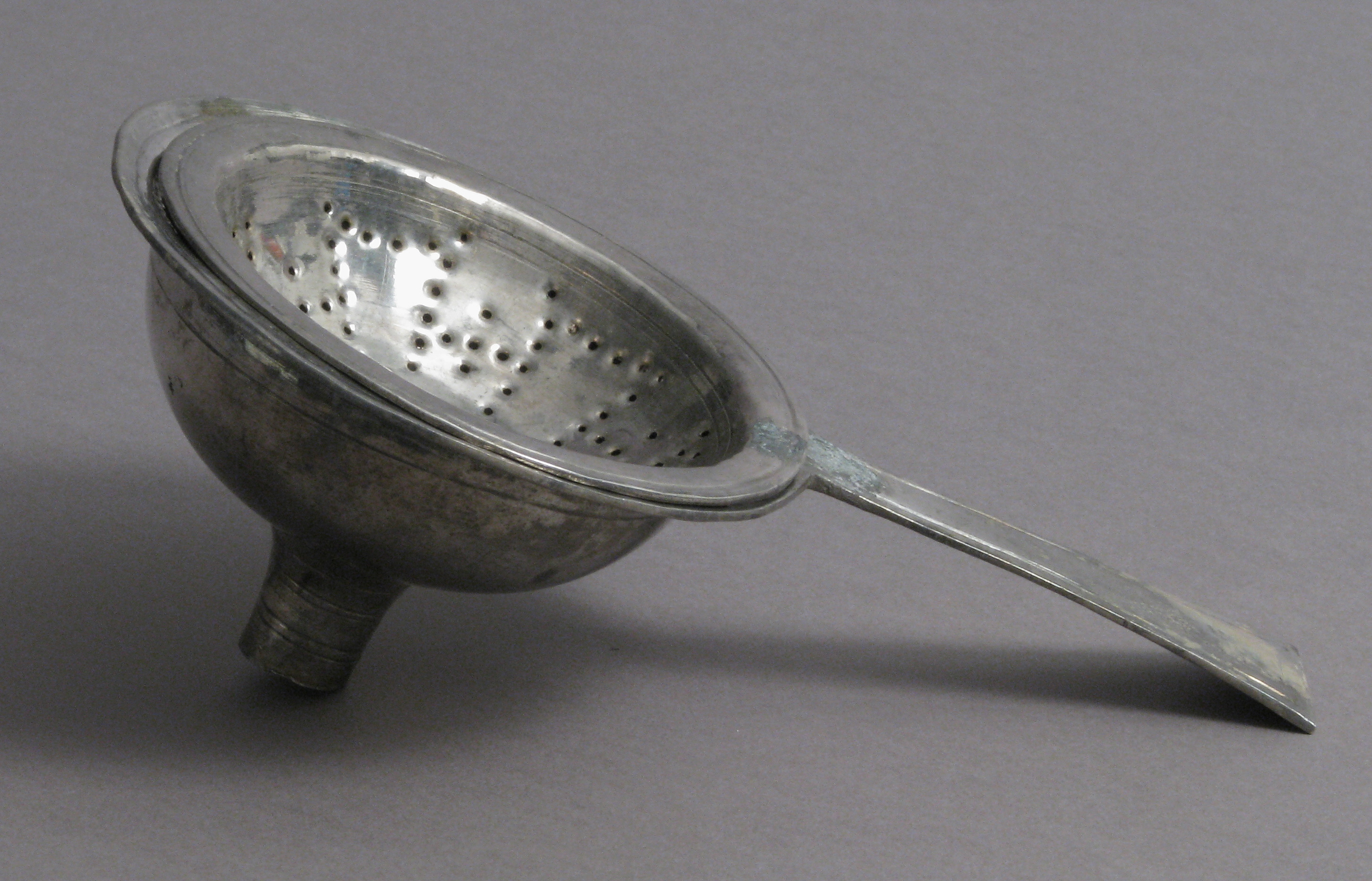
Siebvorrichtung in Seitenansicht
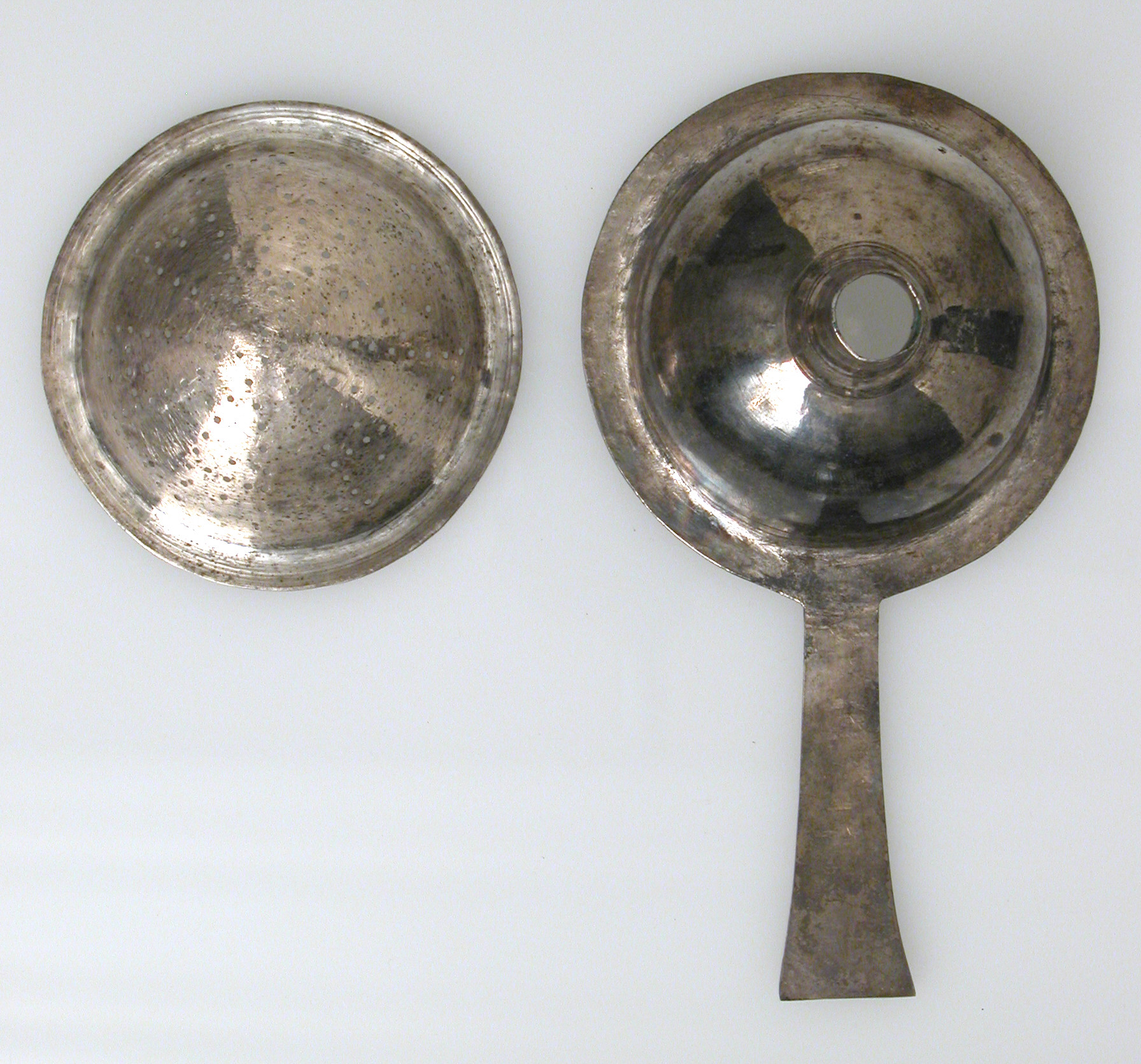
Sieb und Trichter getrennt